# Lewisburg (Tennessee)
Lewisburg település az Amerikai Egyesült Államok Tennessee államában, Marshall megyében, melynek megyeszékhelye is. Lakosainak száma 12 288 fő (2020. április 1.).

## Népesség
A település népességének változása:

| 2010 | 11 100 |
| 2020 | 12 288 |